# Lóránd Fülöp
Lóránd Fülöp (n. 24 iulie 1997, Târgu Mureș, România) este un fotbalist român liber de contract, care joacă pe post de mijlocaș.